# Melanotrichia tanzawaensis
Melanotrichia tanzawaensis is een schietmot uit de familie Xiphocentronidae. De soort komt voor in het Palearctisch gebied.